# Dierama latifolium
Dierama latifolium är en irisväxtart som beskrevs av Nicholas Edward Brown. Dierama latifolium ingår i släktet Dierama och familjen irisväxter. Inga underarter finns listade i Catalogue of Life.